# اوضاع مثل سابق نیست (آلبوم مک‌کوی تاینر)
«اوضاع مثل سابق نیست» آلبومی از هنرمند اهل ایالات متحده آمریکا مک‌کوی تاینر است که در سال ۱۹۸۹ میلادی منتشر شد. این آلبوم توسط آل‌میوزیک امتیاز ۴ ستاره را گرفت.